# توم اشتوبه
توم اشتوبه (: Tom Stubbe؛ زادهٔ ۲۶ مهٔ ۱۹۸۱) دوچرخه‌سوار اهل بلژیک است.